# Theope galionicus
Theope galionicus is een vlindersoort uit de familie van de prachtvlinders (Riodinidae), onderfamilie Riodininae.
Theope galionicus werd in 1989 beschreven door Gallard & Brévignon.